# Sònia Sapena
Sònia Sapena (València, 1976) és una religiosa i eremita valenciana.
Sonia Sopena és una monja, pertanyent a la Congregació de Mares de Desemparats i Sant Josep de la Muntanya, que durant els darrers anys s'ha instal·lat com a eremita a l'ermita de la Mare de Déu de la Consolació de Gratallops al Priorat, on va arribar el 2010, amb trenta-quatre anys, i on hi viu, dedicant-se a la vida contemplativa i a la pregària, però també al treball manual al taller, com a mode de sosteniment.
Després que el gener del 2021 la neu acumulada pel temporal provocat per la Borrasca Filomena esfondrà part de la teulada de l'eremitori on vivia, des de feia deu anys, es veié obligada a traslladar-se, de forma temporal, a una casa del poble de Gratallops, mentre l'Arquebisbat de Tarragona posà en marxa una campanya de recaptació de fons per tal de poder rehabilitar l'Ermita de la Mare de Déu de la Consolació.